# Дзин (265 – 420)
Вижте пояснителната страница за други значения на Дзин.
Дзин (на китайски: 晉, пинин: Jìn) е китайска династия, оглавявала държава в Източна Азия от 265 до 420 година.
Началото на държавата Дзин е поставено през 265 година, когато Съма Йен, влиятелен аристократ от северната част на Хънан, завзема властта в Цао Уей, обявявайки се за император под името Дзин У. До 280 година той унищожава и Източна У, слагайки край на периода на Трите царства и обединявайки Китай за пръв път след края на династията Хан през 220 година.
В началото на IV век империята Дзин изпада в тежка криза и Северен Китай е завзет от няколко новообразувани държави – Шестнайсетте царства, повечето от които се управляват от некитайски династии. Дзин успяват да се задържат в Южен Китай, като през 317 година преместват столицата си в Дзиенкан – периодите преди и след това събитие се наричат Западна Дзин и Източна Дзин.
През 420 година висшият сановник на Дзин Лю Ю се обявява за император, като унищожава империята Дзин и поставя началото на династията Лю Сун и периода на Южните и северни династии.

## История

### Предистория
Под властта на Цао Уей, която управлява северните части на Китай през периода на Трите царства, се издига кланът Съма. Най-известен негов член е Съма И, който извършва преврат срещу регента Цао Шуан. След смъртта на Съма И, най-големият му син, Съма Шъ, поема властта. След като умира през 255 г., тронът е наследен от по-малкия му брат, Съма Джао, който подпомага интересите на клана си като потушава бунтове, покорява Шу Хан и пленява Лю Шан през 263 г. Амбициите му за трона остават пословични в Китай, но той умира през 265 г., преди да успее да ги осъществи.

### Основаване
Династията Дзин е официално основана през 266 г. от Съма Йен, който посмъртно става известен като император У. Той принуждава Цао Хуан да абдикира, но му позволява да живее достойно като принц на Чънлю и го погребва с имперска церемония. Дзин покорява Източна У през 280 г. и обединява китайската държава. Все пак, периодът на единствено се оказва кратък, тъй като много скоро страната е отслабена от корупция, политически смут и вътрешни конфликти. Синът на Съма Йен, Джун, посмъртно известен като император Хуей, е роден инвалид е неспособен да управлява.

### Упадък
Борбата за наследството на императора през 290 г. води до опустошителната Война на осемте князе. След това, вече отслабената династия потъва във въстанието на некитайски династии и губи контрол над северните части на страната. Голям брой китайци започват да търсят убежище на юг от Джунюен. Столицата на Дзин, Луоян, е превзета от Лю Цун през 311 г. Съма Чъ, посмъртно известен като император Хуай, е пленен и по-късно екзекутиран. Наследникът му, Съма Йе, посмъртно известен като император Мин, е заловен в Чанан през 316 г. и също е екзекутиран.

### Източна Дзин
Остатъците от дзинското дворянство побягват на югоизток и възстановяват правителството си в Дзиенкан (днес на територията на Нанкин, Дзянсу). Съма Жуей, който е господар на областта Ланя, се възкачва на престола през 318 г., а посмъртно става известен като император Юен. На север, Шестнайсетте царства оспорват легитимността на режима му и наричат цялата му държава Ланя.
Първоначално, южняците се противопоставят на новия владетел, дошъл от север. Обстоятелствата принуждават императорите на Източна Дзин да зависят както от месните, така и от новодошлите дворянски кланове. Няколко от имигриралите кланове са много дейни и се въвличат в националните дела. Докато императорите на Източна Дзин се оказват с ограничена власт, напрежението между местните и имигриралите дворяни расте.
Макар да е поставена цел за възстановяване на загубените северни земи, параноята в императорското семейство и низът от спорове за трона води до загубата на подкрепата на много от държавниците. Военни кризи и бунтове на генералите Уан Дун и Су Дзюн тормозят Източна Дзин през 104-те години на съществуването ѝ.
След масовата миграция на китайци от северните райони, южният регион на Китай става най-населеният в областта. От потомците на тези пришълци се оформя нова китайска аристокрация. Източна Дзин възстановява единството си, след като през 383 г. е изправена пред нахлуването на Ранната Цин.

### Крах
Хуан Сюен узурпира престола и променя името на династията на Чу. Той е свален от власт от император Лю Ю, който възстановява дзинската власт. Докато цивилната администрация страда, избухват бунтове, предвождани от Сун Ън и Лу Сюн. Западна Шу става независимо царство под ръководството на Цяо Дзун. На север, Северна Лян, последното от Шестнайсетте царства, е покорена от Северна Уей през 439 г., с което започва период на Северните династии. През 420 г. Съма Дъуън абдикира в полза на Лю Ю, който се провъзгласява за владетел на нова династия – Лю Сун. На следващата година Съма Дъуън е удушен с чаршаф.